# Lee Tae-min
Pour les articles homonymes, voir Lee.
Dans ce nom coréen, le nom de famille, Lee, précède le nom personnel.
Lee Tae-min (coréen : 이태민) mieux connu sous son nom de scène Taemin, né le 18 juillet 1993 à Séoul (Dobong-gu), est un auteur-compositeur-interprète et danseur sud-coréen, occasionnellement acteur.
Il fait ses débuts à l'âge de 14 ans en tant que membre du groupe SHINee en mai 2008. Son succès fulgurant et son impact artistique l'ont amené à être surnommé « l'idole de l'idole » (« Idol's Idol »),. En parallèle, il commence une carrière d'acteur en 2009 dans la série télévisée de MBC Tae-Hee, Hye-Kyo, Ji-Hyun dans le rôle de Junsu.
Taemin commence sa carrière solo en 2014 avec son premier extended play intitulé Ace. Il atteint le numéro 1 sur le classement Gaon Album Chart en Corée du Sud et son premier single Danger obtient la cinquième place sur le Gaon Weekly Digital Chart. Son premier album studio, Press It (2016), est lui aussi classé numéro 1 sur le Gaon Album Chart. En juillet 2016, le chanteur fait ses débuts en solo au Japon avec l'EP Sayonara Hitori. En 2018, il devient membre du supergroupe SuperM créé par le label SM Entertainment.
Il fait son service militaire entre avril 2021 et avril 2023. De retour de l’armée et après la sortie du huitième album de SHINee, Hard, Taemin sort un nouvel album solo intitulé Guilty.

## Carrière

### 2008 - 2013: débuts
Doué en chant et en danse, il est choisi en 2008 pour intégrer le boys band SHINee à l'âge de 14 ans, en tant que chanteur secondaire et danseur principal. Le groupe fait officiellement ses débuts le 25 mai 2008, dans le programme Inkigayo de SBS. En plus du chant et de la danse, il fait ses débuts d'acteur en 2009 dans la série télévisée Tae Hee, Hye Kyo, Ji Hyun dans le rôle de Junsu.
Le 19 septembre 2012, Taemin sort sa première bande-son, U, pour le drama To the Beautiful You. Le 16 octobre 2012, il participe, aux côtés d'Eunhyuk de Super Junior, Henry de Super Junior-M, Hyoyeon de Girls' Generation, Kai et Luhan d'EXO, à une publicité musicale, Maxstep, pour la marque Hyundai. Un teaser vidéo de la chanson est diffusé au PYL Younique Show le 17 octobre 2012.
En avril 2013, SM Entertainment annonce la participation du chanteur à l'émission de télé-réalité We Got Married avec Son Na-eun comme partenaire. La même année, il fait une apparition dans trois épisodes de la série Dating Agency: Cyrano en interprétant le rôle du chanteur Ray (Yang Ho-yeol). En juin 2013, il collabore avec Henry de Super Junior-M sur sa chanson Trap ainsi qu'avec Kyuhyun de Super Junior. En décembre de la même année, il participe à la bande-son de la série Prime Minister & I, avec la chanson Footsteps, premier morceau à être présenté en avant-première dans la série à la fin de son troisième épisode, composé et arrangé par Kim Jung-bae.

### 2014 - 2016:Ace,Press ItetSayonara Hitori

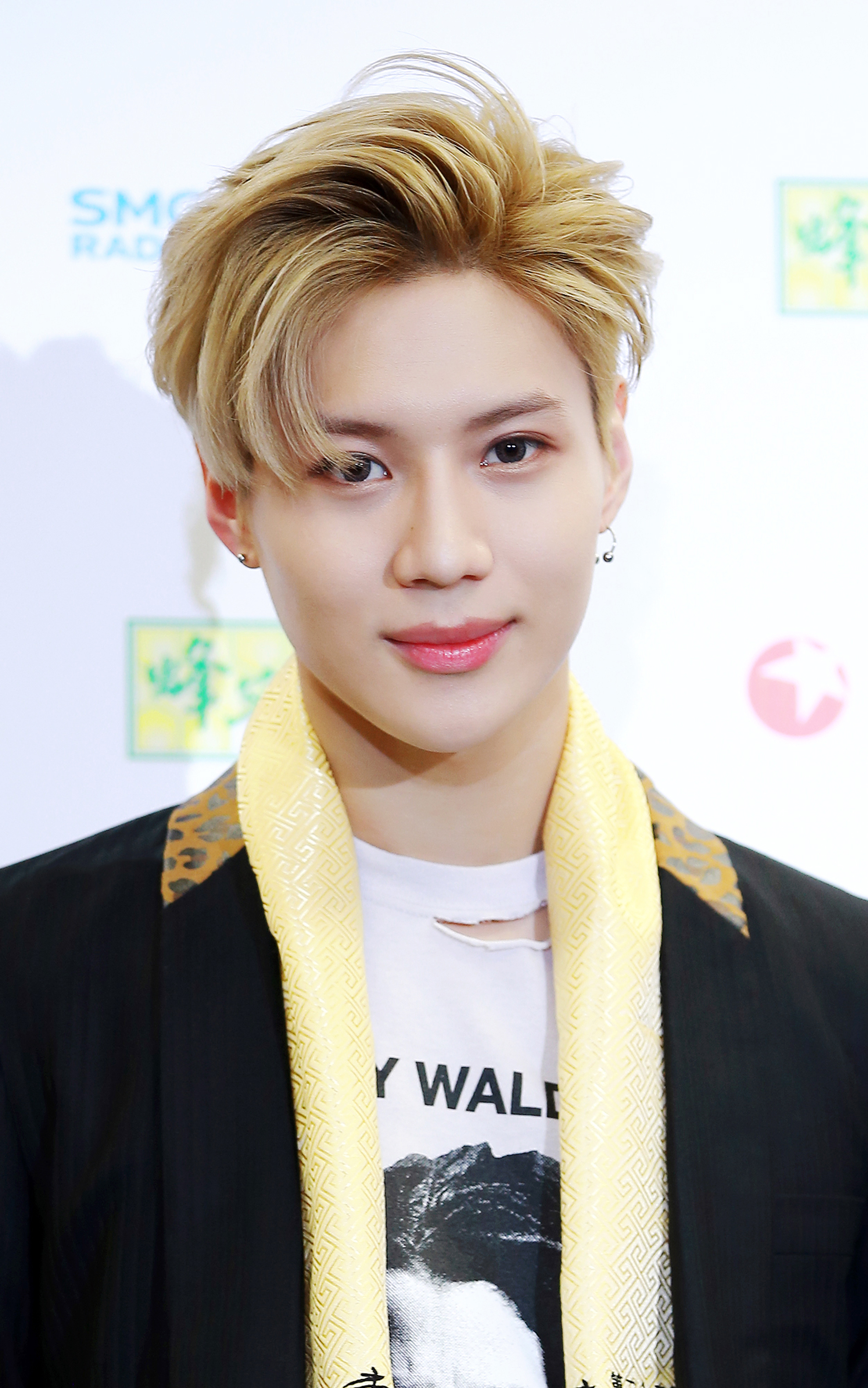
Taemin en 2016 au 23ème Festival de Dong Fang Feng Yun Bang Awards.

Le 18 août 2014, il fait ses débuts en solo avec la sortie de son premier EP Ace, qui contient six pistes. Le clip de sa chanson phare Danger est dévoilé le 16 août - sa chorégraphie est créée par le chorégraphe américain Ian Eastwood et par l'équipe de mise en scène de SM BeatBurger à Los Angeles,.
Le 3 février 2015, il intègre le casting de l'émission de télé-réalité Match Made in Heaven Returns. Le 14 avril 2015, il est également participant de l'émission Off to School de JTBC aux côtés d'autres célébrités. Le 1er juin 2015, Taemin dévoile la chanson That Name en featuring avec Jong-hyun, pour la bande-son de la série Who Are You: School 2015 diffusée sur KBS2. Le single est classé au numéro 36 sur le Gaon Digital Chart.
Par la suite, le chanteur dévoile son premier album studio, intitulé Press It, le 23 février 2016. L'album est composé de dix chansons, avec comme single phare Press Your Number. Bruno Mars, qui est bien connu pour ses chansons à succès telles que Treasure (2013) ou encore Marry You (2011), participe à la production de la chanson phare de Taemin.
Le 27 juillet 2016, Taemin fait ses débuts au Japon avec le mini-album Sayonara Hitori. Celui-ci contient quatre nouvelles chansons ainsi que la version japonaise de Press Your Number.

### 2017 - 2018:Flame of Love,MoveetTaemin
En juillet 2017, l'artiste effectue son premier concert solo au Japon au Nippon Budokan à Tokyo. Il attitre 28 000 fans de plus à son concert à la suite de la sortie de sa nouvelle chanson japonaise, Flame of Love. Il poursuit sa tournée à la fin du mois d'août avec son premier concert coréen, Off-Sick, pendant trois jours, avec un total de 12 000 spectateurs. Le chanteur réalise deux concerts de plus en Corée du Sud, les 14 et 15 octobre 2017, au gymnase Jamsil, qui attirent deux fois plus de spectateurs que le concert précédent.
En août 2017, il intègre le casting du drama japonais Final Life: Even If You Disappear Tomorrow. La série policière est réalisée par Masatoshi Kurakata et Takeshi Maruyama et est diffusée sur Amazon Prime Video en septembre 2017. Elle met en vedette Taemin et l'acteur Shōta Matsuda. La bande originale de la série, What's This Feeling, est chantée par Lee Taemin.
Son deuxième album studio, Move, est dévoilé en octobre 2017, accompagné de son single à succès éponyme. L'album est classé au numéro deux sur le Gaon Album Chart et au numéro trois sur le Billboard World Albums Chart. Le 10 décembre, une édition repackaged de Move est révélée sous le nom de Move-ing. L'artiste y ajoute quatre nouvelles chansons, y compris son nouveau single intitulé Day and Night. Ce même mois, il devait se produire au KBS Song Festival, mais se retire à la suite de la déclaration du décès de Kim Jong-hyun.
Le 5 novembre 2018, il sort l'album Taemin, son premier album studio japonais.

### 2019 -:Want,Famous,SuperM,Never Gonna Dance Again,Adviceet départ pour le service militaire

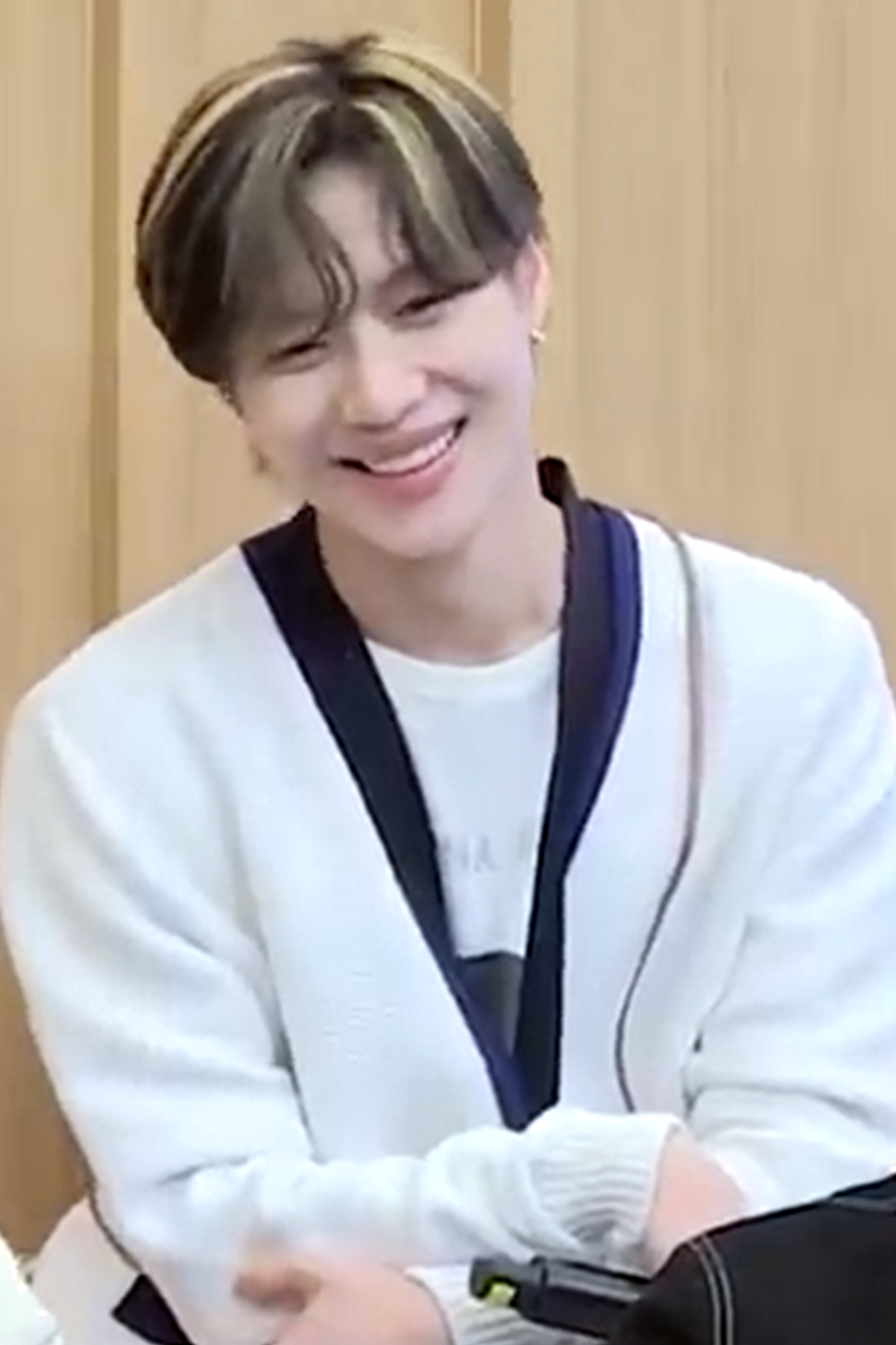
Taemin en février 2021 durant le Cultwo Show sur SBS.

Taemin dévoile son deuxième EP coréen, Want, le 11 février 2019. La chorégraphie de la chanson titre du même nom est mise en scène par le chorégraphe japonais Sugawara Koharu. L'EP se classe sur divers palmarès Billboard, y compris au numéro quatre sur le classement World Albums et au numéro cinq sur Heatseekers Albums.
Le 4 août 2019, il dévoile la version numérique de son troisième EP japonais, Famous, puis la version CD le 28 août 2019, sous les labels EMI Records Japan et Universal Music Japan. Son single phare éponyme sort le 26 juillet 2019 accompagné de son clip-vidéo.
En août 2019, Taemin devient membre du boys band SuperM, un « supergroupe de K-pop » créé par la SM Entertainment en collaboration avec Capitol Records. Les promotions du groupe débutent en octobre 2019 et visent notamment le marché américain,. Le premier EP éponyme de SuperM sort le 4 octobre 2019 avec leur premier single Jopping.
Son troisième album studio coréen, Never Gonna Dance Again, est dévoilé en deux parties, en septembre 2020 puis en novembre 2020.
Le 19 avril 2021, Taemin annonce sur l'application V Live son départ pour le service militaire obligatoire au 31 mai 2021. La date de fin de service est le 4 avril 2023.
Avant son enrôlement, il dévoile le 18 mai 2021 son troisième EP coréen, Advice. L'album comprend cinq chansons, dont le single phare du même nom.

## Vie personnelle
En mars 2011, il est transféré de Chungdam High School à Hanlim Multi Art School pour s'adapter à son emploi du temps chargé pendant les promotions japonaises de Shinee. Il obtient son diplôme en février 2012, mais n'assiste pas à la cérémonie en raison des activités du groupe. Il se spécialise dans le cinéma et les comédies musicales à l'Université de Myongji depuis 2013. Il est catholique romain.
Taemin a un frère aîné du nom de Lee Tae Sun dont il est très proche. 
Il a deux chats,  Kkoong et Daeng[pertinence contestée].  
Il est très proche de Kai d'EXO. Ils se sont rencontrés très jeunes après avoir été recrutés par SM et s’entraînant ensemble. 
Il est également proche de  Timoteo (ex membre du groupe Hotshot) et de  Ha Sung-woon (ex membre du groupe Wanna One), ainsi que de Jimin (BTS). 
Il aime jouer du piano, chez lui, en concert ou ailleurs et récemment pour l’anniversaire de Jonghyun avec End of a day.

## Discographie

### En solo

#### Albums studio

##### Sud-coréens
- 2016 : Press It
- 2017 : Move
- 2020 : Never Gonna Dance Again : Act 1
- 2020 : Never Gonna Dance Again : Act 2

##### Japonais
- 2018 : Taemin

#### Mini-albums (EP)

##### Sud-coréens
- 2014 : Ace
- 2019 : Want
- 2021 : Advice
- 2023 : Guilty
- 2024 : Eternal

##### Japonais
- 2016 : Sayonara Hitori
- 2017 : Flame of Love
- 2019 : Famous

## Filmographie

### Films
| Year | Title                       | Role          | Notes                               |
| ---- | --------------------------- | ------------- | ----------------------------------- |
| 2012 | Koala Kid : Birth of A Hero | Johnny (voix) | Version coréenne                    |
| 2012 | I Am                        | Lui-même      | Film biographique                   |
| 2013 | The Miracle                 | Kim Tan       | Court-métrage                       |
| 2015 | SMTOWN The Stage            | Lui-même      | Documentaire de la SM Entertainment |

### Séries télévisées
| Année | Titre                                      | Rôle                   |
| ----- | ------------------------------------------ | ---------------------- |
| 2009  | Tae Hee, Hye Kyo, Ji Hyun                  | Jun-su                 |
| 2010  | Athena: Goddess of War                     | Lui-même               |
| 2011  | Moon Night '90                             | Kim Sung-jae           |
| 2011  | High Kick 3 : Revenge of the Short Legged  | Lui-même               |
| 2012  | Salamander Guru and The Shadows            | Maître du déguisement  |
| 2013  | Dating Agency: Cyrano                      | Yang Ho-Yeol alias Ray |
| 2017  | Final Life: Even If You Disappear Tomorrow | Song Sion              |

### Émissions de télévisions
| Année | Titre                  | Position                   | Chaine |
| ----- | ---------------------- | -------------------------- | ------ |
| 2008  | SHINee YunHaNam        | Membre de l'émission       |        |
| 2009  | Hello Baby             | Membre de l'émission       | KBS    |
| 2012  | Shinhwa Broadcast      | Invité (épisodes 12 et 14) |        |
| 2012  | Knowing Brothers       | Invité (épisode 50)        |        |
| 2013  | SHINee's Wonderful Day | Membre de l'émission       | MBC    |
| 2014  | Weekly Idol            | Invité (épisode 272)       | MBC    |